# Żodyń
Żodyń – wieś w Polsce położona w województwie wielkopolskim, w powiecie wolsztyńskim, w gminie Siedlec.
Wieś duchowna, własność opata cystersów w Obrze pod koniec XVI wieku leżała w powiecie kościańskim województwa poznańskiego. 
Żodyń, położony w Prusach Południowych nadany został w latach 1796-1797 majorowi von Hünerbeinowi. W okresie Wielkiego Księstwa Poznańskiego (1815-1848) miejscowość wzmiankowana jako Żodyń należała do wsi większych w ówczesnym powiecie babimojskim rejencji poznańskiej. Żodyń należał do wolsztyńskiego okręgu policyjnego tego powiatu i stanowił część majątku Obra, który należał do Dziembowskiego. Według spisu urzędowego z 1837 roku Żodyń liczył 268 mieszkańców, którzy zamieszkiwali 32 dymy (domostwa).
W latach 1975–1998 miejscowość administracyjnie należała do województwa zielonogórskiego.
W zabudowaniach folwarcznych pochodzących z 2. połowy XIX wieku Niemcy w czasie II wojny światowej zorganizowali ośrodek pracy przymusowej. Więźniowie (narodowości rosyjskiej i żydowskiej) wykorzystywani byli do prac melioracyjnych oraz budowy tzw. pasa przesłaniania Międzyrzeckiego Rejonu Umocnionego, którego południowy kraniec dochodził do odległej o 4 km Kopanicy i Żodynia. Badania historyków pozwalają jedynie stwierdzić, iż jednorazowo przetrzymywanych było w obozie ok. 150-200 więźniów. Bliższe dane, a także orientacyjna liczba zmarłych (istnieją jedynie luźne przekazy ludności miejscowej na temat zwłok więźniów wywożonych w nieznanym kierunku) nie są rozpoznane.